# Station Manchester Oxford Road
Manchester Oxford Road is een spoorwegstation van National Rail in Manchester, Manchester in Engeland. Het station is eigendom van Network Rail en wordt beheerd door Northern Rail. Het station is geopend in 1849. Het station is Grade II listed